# Nitocrella delayi
Nitocrella delayi är en kräftdjursart som beskrevs av Janine Rouch 1970. Nitocrella delayi ingår i släktet Nitocrella och familjen Ameiridae. Inga underarter finns listade i Catalogue of Life.